# Tuckermanella pseudoweberi
Tuckermanella pseudoweberi är en lavart som beskrevs av Essl. Tuckermanella pseudoweberi ingår i släktet Tuckermanella och familjen Parmeliaceae.   Inga underarter finns listade i Catalogue of Life.